# Église Saint-Barthélemy de Bauzens
Pour les articles homonymes, voir Église Saint-Barthélémy.
L'église Saint-Barthélemy est une église romane située dans le village de Bauzens (ou Beauzens), à Ajat, dans le département français de la Dordogne, en région Nouvelle-Aquitaine.
Elle fait l'objet d'une protection au titre des monuments historiques.

## Généralités
L'église Saint-Barthélemy est située dans l'Est du département français de la Dordogne, sur la commune d'Ajat, à trois kilomètres au nord-est du bourg, dans le village de Bauzens (ou Beauzens).
Elle est placée sous le patronage de saint Barthélemy, l'un des douze apôtres de Jésus de Nazareth.

## Histoire
L'édifice est construit au XIIe siècle et une bulle du pape Calixte II mentionne à l'époque son rattachement à l'abbaye Saint-Pierre-ès-Liens de Tourtoirac.
L'église est classée au titre des monuments historiques le 25 août 1909.

## Architecture
Comme nombre d'églises catholiques, l'édifice est orienté est-ouest. L'église est entièrement couverte de lauzes, et son accès s'effectue par le portail occidental, au-dessus duquel trois arcatures sont séparées par des colonnettes, dont deux présentent des chapiteaux sculptés. Le portail ne donne pas directement accès à l'intérieur de l'église mais dans une ancienne partie de la nef, un enclos non voûté qui a servi de cimetière.
Depuis l'enclos, le portail d'accès à la nef est beaucoup plus modeste. Nef et chœur sont séparés par un arc triomphal au-dessus duquel a été élevé un clocheton-mur d'une seule baie, munie d'une cloche. Une coupole coiffe le chœur où, côté nord, a été édifiée une chaire en pierre.
Le sanctuaire, légèrement surélevé, est de dimensions réduites. Un retable en bois montre une peinture représentant Jésus sur la croix. L'église se termine par un chevet plat.
L'ensemble de l'édifice est de style roman.
À une quarantaine de mètres au sud-est se trouve un pigeonnier circulaire recouvert de lauzes.

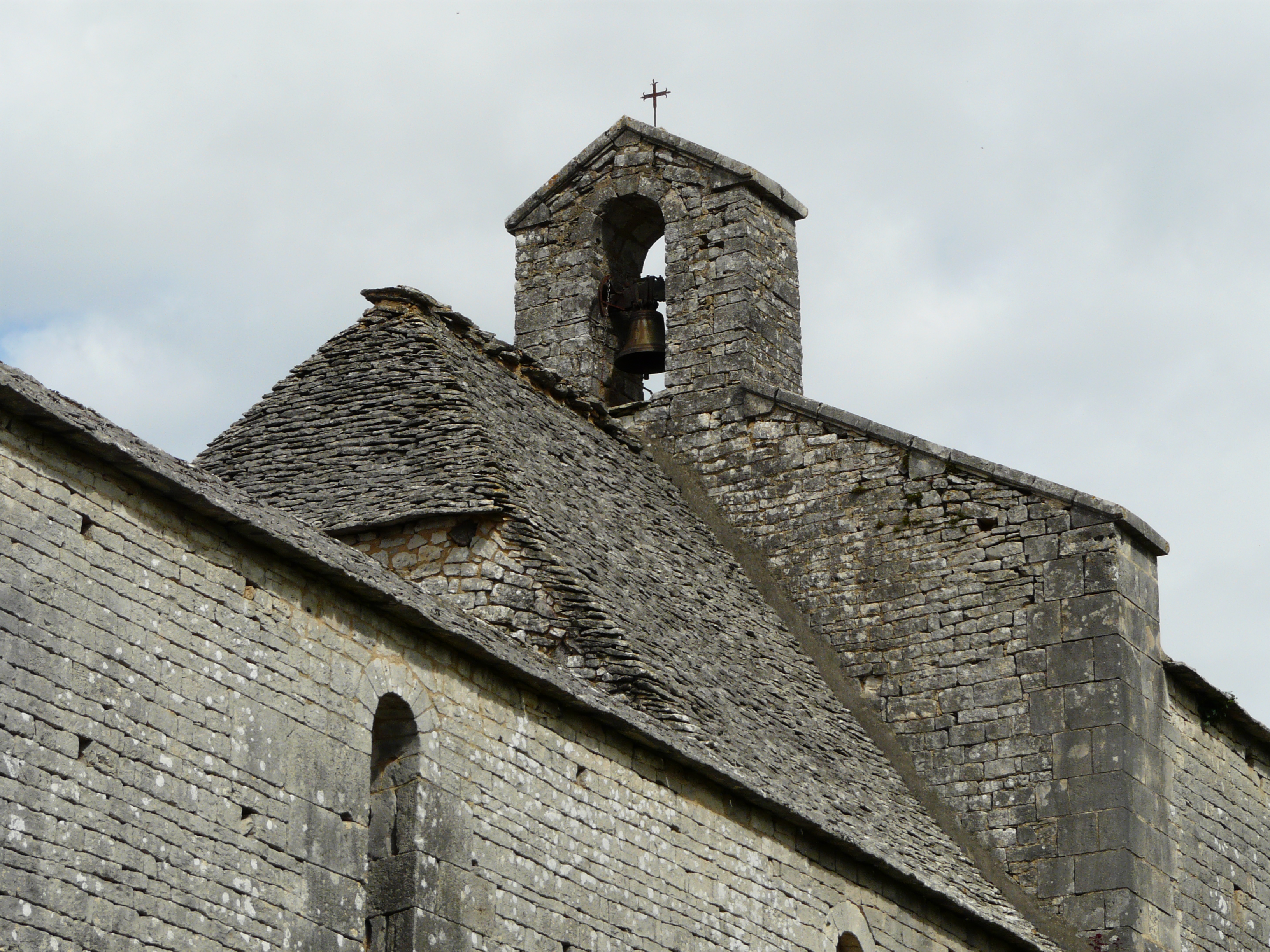
Le toit en lauzes et le clocher-mur.
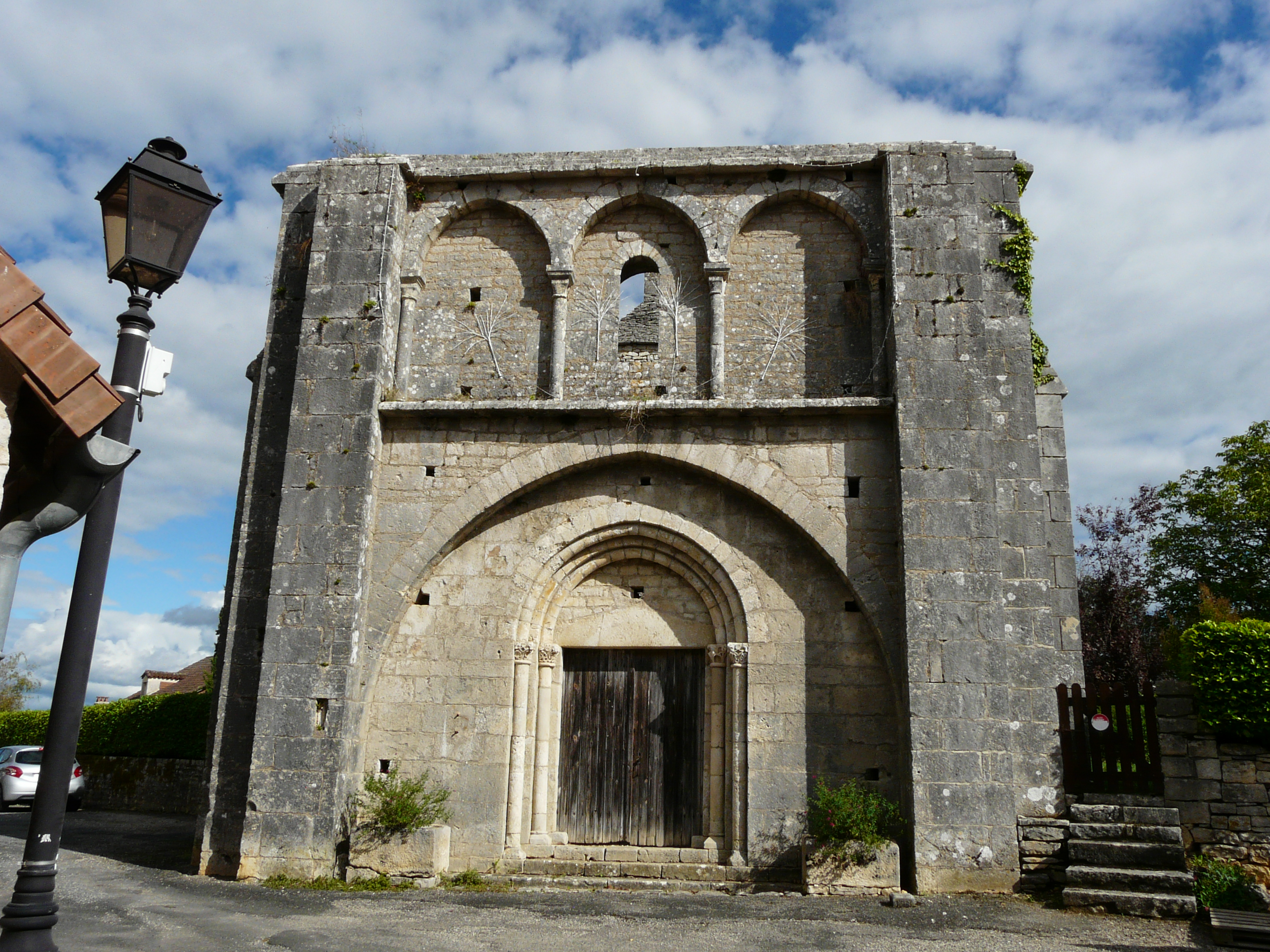
La façade occidentale.
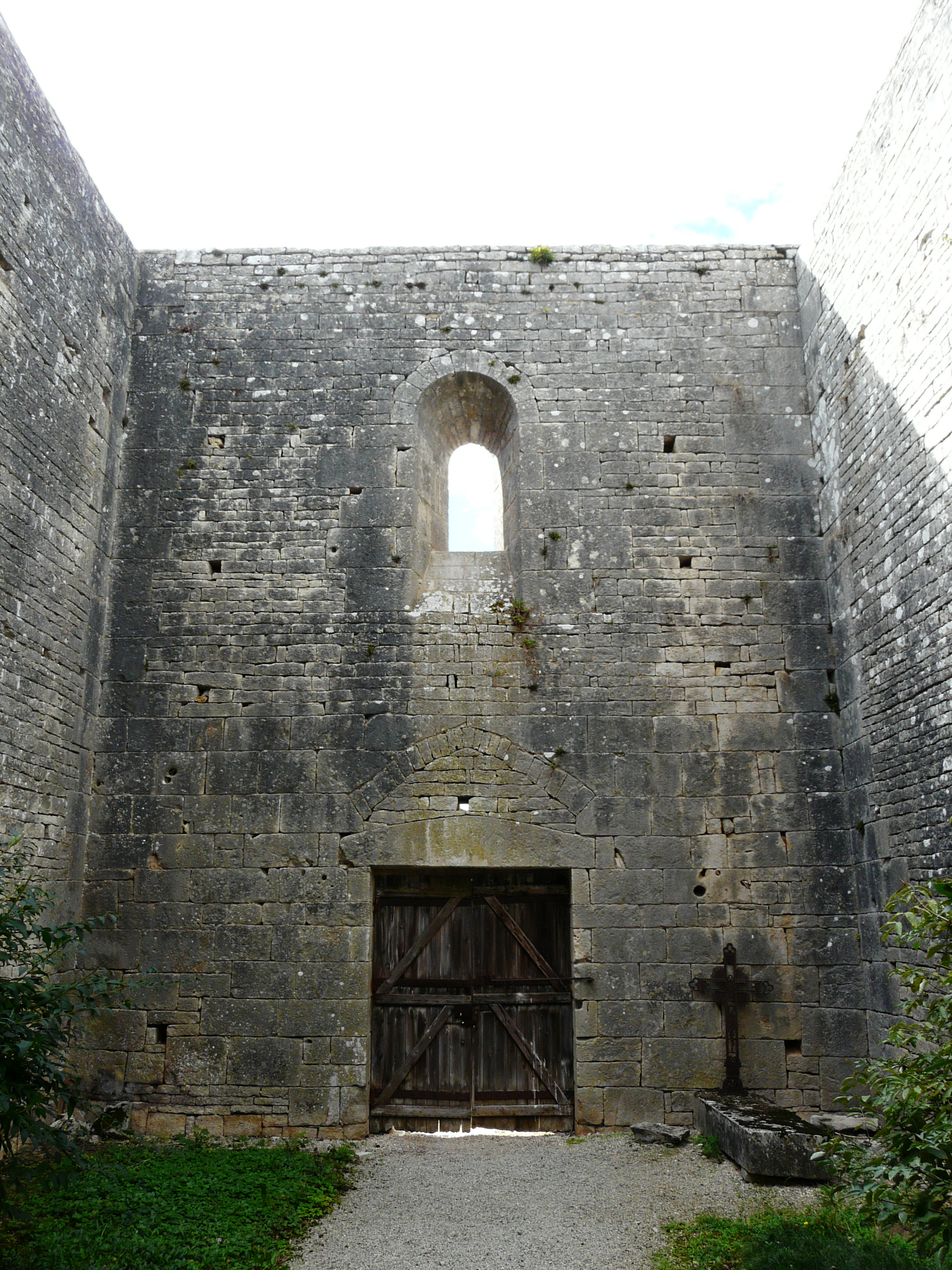
L'enclos.
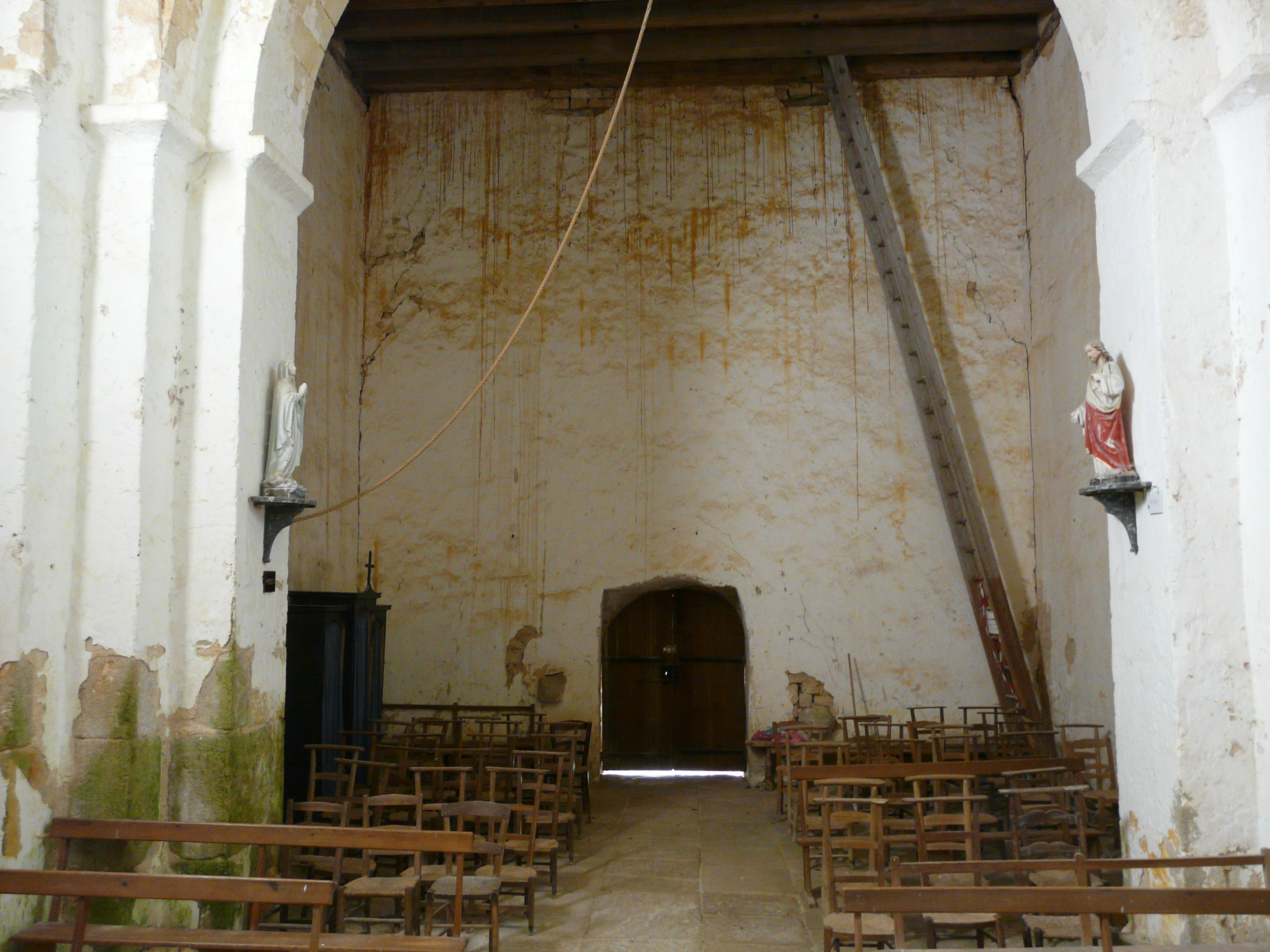
La nef.
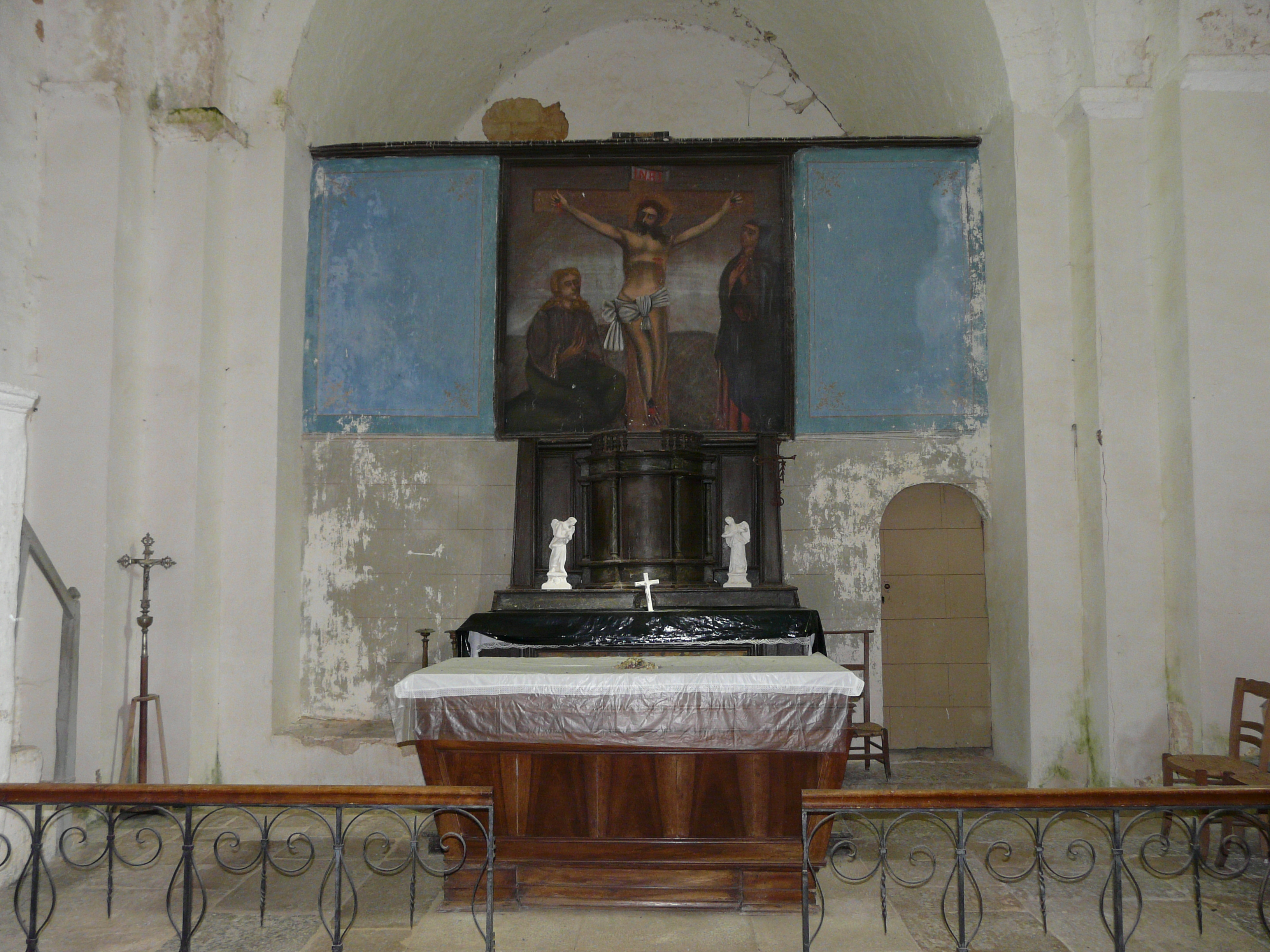
Le chœur.
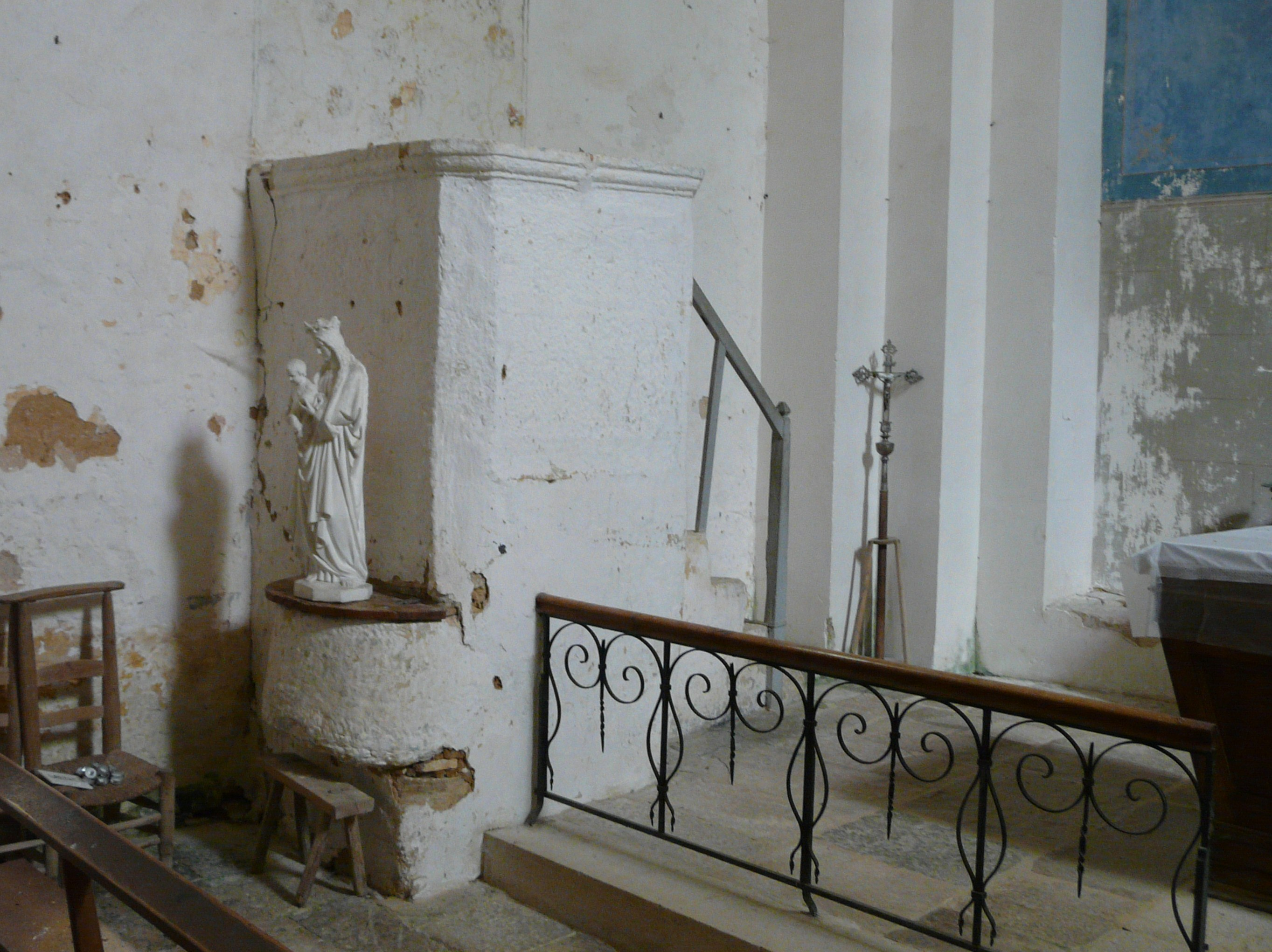
La chaire en pierre.